# 仙台市立住吉台小学校
仙台市立住吉台小学校（せんだいしりつ すみよしだいしょうがっこう）は、宮城県仙台市泉区住吉台西四丁目にある公立小学校である。

## 概要
住吉台ニュータウン内の人口増に伴い、根白石小学校だけでは対応できなくなり、新設の住吉台小学校が開校した。

## 沿革
- 1988年（昭和63年）
  - 4月1日 - 当時の仙台市立根白石小学校より分離し、開校。当時は根白石小学校を間借りして授業をしていた。
  - 8月27日 - 校舎完成

## 学区
- 住吉台西、住吉台東、西田中の一部[1]

## 卒業後
- 住吉台中学校へ進学する。